# Paramjit Singh
Paramjit Singh (30 dicembre 1952 – Ajmer, 22 febbraio 2024) è stato un cestista indiano.

## Carriera
Con l'India disputò le Olimpiadi del 1980, segnando 63 punti in 7 partite.